# نادي الصداقة (ليبيا)
نادي الصداقة الرياضي (بالإنجليزية: Alsadaqa sc) ويسمى كذلك نادي الصداقة شحات هو نادي ليبي محترف تأسس في العام 1955 تحت مسمى (نادي شحات الرياضي الثقافي الاجتماعي)، وبعد سقوط النظام الملكي تغير اسمه الى نادي الصداقة الرياضي، وهو صاحب انجاز فريد في عملية الصعود الى الدوري الليبي الممتاز من الدرجات الدنيا، حيث لم يتعرض للخسارة طوال مشوار صعوده من الدرجة الثالثة وحتى وصوله الدرجة الممتازة موسم 2017 – 2018م. ويعد نادي الصداقة من أوائل الاندية التي تأسست في المنطقة الشرقية من ليبيا حيث يقع مقره في مدينة شحات الأثرية، وينشط في الدوري الليبي الممتاز لكرة القدم، ويسمى ملعبه ملعب الصداقة شحات.

## التأسيس
تأسس نادي الصداقة الرياضي في العام 1955 بناء على فكرة ثلاثة من أبناء مدينة شحات في وهم: (خليل سعيد جبريل – نصيب الشاعري – يحي علي القريد) وقد اتخذوا اللون الأصفر والأسود ألوانا تمثل هويته.
وقد اعتمد رسميا من قبل سلطات الدولة آنذاك في العام 1959م
وقد تكون إجتماع التأسيس الأول بعضوية كل من:
| 1 خليل سعيد جبريل 2 رمضان نصيب الشاعري 3 يحي علي القريد 4 صالح عبد السيد حماد 5 حسن الصابر الشاعري 6 سليمان صالح موسى 7 عبد السلام محمود المهدوي 8 عقيله سعد الحريق 9 عبد السلام محمد جمعه 10 موسي الفيتوري أحميدة 11 عبد السلام عطيه الحسان 12 فرج عبد الله محمد القريد 13 مصطفي مفتاح بالعيد 14 صالح عبد السلام جبريل 15 سعد الله آدم محمود 16 حسين عبد الله شغميمة 17 عبد الحميد عبد السيد علي 18 ابريك عطيه مجيد 19 حسن سالم الحداد 20 علي محمد الفيتوري 21 محمد نصرات صالح 22 عبد القادر علي بونواره 23 رمضان عطيه الحسان 24 علي الأخواني علي 25على محمد سالم لترك | 26 عبد الحفيظ مفتاح الهرداق 27 محمد فضيل الميار 28 محمد على المسلاتي 29 سليمان صالح موسي 30 يوسف يونس بدر 31 فرج عبد الرحيم الهتش 32 عبد الكريم عبد الله تفتوف 33 صالح محمد القوبة 34 عبد الله على شرمدو 35 عبد الجواد حسين بليلاكس 36 سعد عثمان عباس الدرسي 37 علي عبد الكريم الساعدي 38 مفتاح نصر مجيد 39 رمضان عبد السلام سلطان 40 عبد القادر حمد الفرطاس 41 طيب عبد السلام أمشوب 42 شعبان حمد الخرش 43 ابراهيم الصابر الشاعري 44 عبد الرازق ابوبكر الصوصاع 45 إبراهيم عريف الشريف 46 محمد موسي عبد العزيز 47 عطيه شعيب عطيه 48 عبد السلام على القريد 49 إبراهيم إسماعيل المسماري 50 أبو عجيلة جبريل الحداد |

## التاريخ[12]

شهادة تأسيس نادي الصداقة

راودت شباب مدينة شحات فكرة تأسيس نادي بالمدينة منذ عام 1955 م عندما كانت تقام مباريات ودية بين مدينة سوسة وشحات، حيث أتفق كل من السادة (خليل سعيد رمضان - نصيب الشاعري - يحي علي القريد) صباح يوم الأربعاء 27 يوليو 1955 في مبنى مجاور لمركز الشرطة على فكرة تأسيس وإنشاء نادي رياضي بالمدينة.
وفي مساء الجمعة الموافق 29 يوليو 1955م وبالمدرسة الابتدائية شحات عقد أول اجتماع موسع سارعوا خلاله الحضور بدفع الاشتراكات وجمع التبرعات.
أطلقوا عليه اسم (نادي شحات الرياضي الثقافي الاجتماعي) وبدأ النادي يمارس نشاطاته ويقدم الخدمات في حيز بسيط حول منتسبيه في بادئ الأمر، ثم اتسعت رقعة الخدمات حتى قدم خدمات للبيئة المحيطة به والمجتمع، واعتمد في الاتحادات الرياضية رسمياً في العام 1959م.

### شعار النادي

شعار نادي الصداقة الأوال منذ التأسيس

#### الشعار الأول.
كان من الضروري اختيار علامة تميز النادي، ولقد كان لكل ناد من الأندية شعاره الخاص به، ويقدم الشعار كهدية رمزية في المناسبات الوطنية والرياضية، والشعار يطبع بالأوراق الرسمية الخاصة بمراسلات النادي، وكذلك يرسم على اللافتة التي تشير إلى مبنى النادي، بالإضافة إلى تزيين سيارات منتسبي النادي، وفى العام 1960م كان من بين قرارات مجلس إدارة نادى شحات الرياضي الموافقة على الشعار الذي قام باستنباط فكرته وإعداد تصميمه المهندس الأخ / حسن الصابر الشاعري.

شعار نادي الصداقة الثاني بعد التعديل

#### الشعار الثاني.
أجري تعديل على هيكلة الشعار مع بداية 1967 م حيث كانت فكرة تغيير الشعار الأول ترجع لرئيس النادي آنذاك الأستاذ: (سعد عبد الله المرتضى) الذي توجه إلى الأستاذ (داود حلاق) وطلب منه تصميم شعار يتخذه النادي علامة له بين الأندية،
وقام الأخ داود حلاق بتصميم الشعار الحالي ليتم طبعه بلبنان، كما قام أيضا بتعديله على صورته النهائية الحالية بتاريخ 5 مايو 2005م و يتكون من العناصر الآتية :-
1- عمودان أثريان منتصبان يعلو أعلاهما حيز متعمد، ليمثل قمة رأس الشعار ويحمل اسم النادي عاليا ، فيما يحمل العمودان الجانبيان كلمتي ( نادى ) و ( الرياضي ) وهذا يرمز الى طبيعة قورينا الأثرية .
2- في منتصف الشعار ترتكز جرة أثرية إشارة إلى الكؤوس الأثرية الفخارية التي أهديت في الزمن القديم إلى رياضيين من قوريني ، فازوا في الألعاب الأولمبية عبر المنافسات الرياضية في بلاد اليونان.
3- الشعلة رمز للتقدم اختير لها فوهة الكأس رمزا لاستمرارية الحصول على كؤوس الانتصار
4- أسفل عنق الكأس الأثري يوجد رسم لكرة القدم، إشارة إلى الرياضة المفضلة في العصر الحديث والتي تمارسها جميع الأندية.
5- العمودان الأثريان بالإضافة إلى الكأس الأثري ربطت جميعها بعلم الوطن رمزا للقوة التي تنجم عن التآزر والإتحاد.
6- نهاية أسفل الشعار (( V )) ترمز إلى الإشارة المتعارف عليها والتي تشير إلى الانتصار والفوز .
7- اسم المدينة (شحات) يرسم علي أديم الكأس الأثري وتاريخ تأسيس النادي (1955)

الشعار الثالث والحالي بعد تعديله إلكترونيا

##### الشعار الثالث.
تم تعديله الكترونيا عام 2019 ليتماشى مع التطور التقني.

### اختيار ألوان النادي
إن اختيار نادى الصداقة / شحات لهذا اللون (الأصفر) جاء من طبيعة ألوان الآثار ومن طبيعة المنطقة الصفراء.
واصطفاء غالبية اللون الأصفر على الزي الرياضي من صميم بيئة البنايات الأثرية التي تحيط بالمؤسسة

### الصعود الأول الى الدوري الممتاز.
توجت الجهود الجبارة التي بذلتها مؤسسة نادي الصداقة شحات في العام 1996م حيث استطاع نادي شحات أن يفوز بكأس دوري الدرجة الأولي والذي يؤهله إلي الصعود إلي الدوري الليبي الممتاز في مباراته النهائية التي أقيمت في المدينة الرياضية / بنغازي ضد نادي (الشارع الغربي - طرابلس) وكانت مباراة قوية حامية وقد انتهت بالتعادل هدف لهدف، ثم احتكم الفريقين إلى ركلات ترجيحية وانتهت الركلات بنتيجة (5 – 4) لصالح نادي الصداقة – شحات، وهكذا فاز بكأس بطولة الدرجة الأولى ليأخذ مكانته في الدوري الممتاز علي مستوي ليبيا .

### الصعو الثاني إلى الدوري الممتاز.
عاد نادي الصداقة وحقق بطولة دوري الدرجة الأولى الليبي موسم 2017 - 2018 بعد أن حقق انجازاً غير مسبوق بعدم خسارته ابتداءاً من الدرجة الثالثة ثم الثانية وأخيرا تتويجه بدوري الدرجة الأولى، جاء هذا الصعود عقب فوز الصداقة على الهلال سبها بهدف مقابل صفر، في مباراة احتضنها ملعب مدينة زليتن.

### ألعاب القوى ومداليات ذهبية
يُلعب في النادي رياضة ألعاب القوى حيث برزت عدة أسماء عام 1989م حيث تمكن عدد من الرياضيين من الحصول على المداليات الذهبية في نهائيات ألعاب القوى التي أقيمت في مدينة المرج.[بحاجة لمصدر]
حيث كانت التصفيات النهائية بالمنطقة الشرقية من مدينة اجدابيا غرباً حتى الحدود الشرقية، وقد أقيمت المباريات النهائية بمدينة المرج.
قائمة بفريق ألعاب القوى الفائز بنهائيات ألعاب القوى 1989م
فاز الرياضي على إبراهيم على بالترتيب الأول في رمي الجلة ونال ميدالية ذهبية.
فاز الرياضي مفيد إبراهيم الهرام بالترتيب الأول في رمي الرمح ونال ميدالية ذهبية.
فاز الرياضي أنيس حسن أمنيسي بالترتيب الأول في رمي القرص ونال ميدالية ذهبية. كما فاز بالترتيب الثاني في رمي الجلة.

## روابط خارجية
صفحة النادي على ترانسفير ماركت
صفحة النادي على سوفا سكور